# Herbert von Karajan
Herbert von Karajan (1908-1989) là nhạc trưởng người Áo. Ông là một trong những vị nhạc trưởng nổi tiếng nhất thế kỷ XX, nhiều năm là giám đốc Nhà hát Berliner Philharmonie tại Berlin, Đức. Thời Đức Quốc Xã, ông ra mắt công chúng lần đầu tiên tại Liên hoan Salzburg cùng với dàn nhạc Vienna Philharmonic và Berlin Philharmonic. Ông giữ chức chỉ huy dàn nhạc tại Nhà hát Opera Quốc gia tại Berlin. Tuy là một trong những nhạc trưởng có sức ảnh hưởng lớn nhất của thế kỷ, ông cũng là một trong những nhân vật gây tranh cãi nhất trong ngành nhạc cổ điện Châu Âu từ giữa 1950 đến lúc qua đời. Một trong những lý do chính đằng sau sức ảnh hưởng ấy là số lượng lớn những bản ghi âm mà ông đã trực tiếp sản xuất và sự nổi bật của chúng. Theo ước tính, Karajan là nhạc sĩ cổ điển bán chạy nhất thời đại sau khi cán mốc 200 triệu đĩa được bán ra.
Cáo phó của ông trong tờ báo The New York Times đánh giá "có thể được biết đến nhiều nhất thế giới và một trong những nhân vật quyền lực nhất trong âm nhạc cổ điển". Ông nhận được rất nhiều danh hiệu và giải thưởng. Năm 2002, Giải thưởng Âm nhạc Herbert von Karajan được thành lập để vinh danh ông.

## Tiểu sử

### Phả hệ

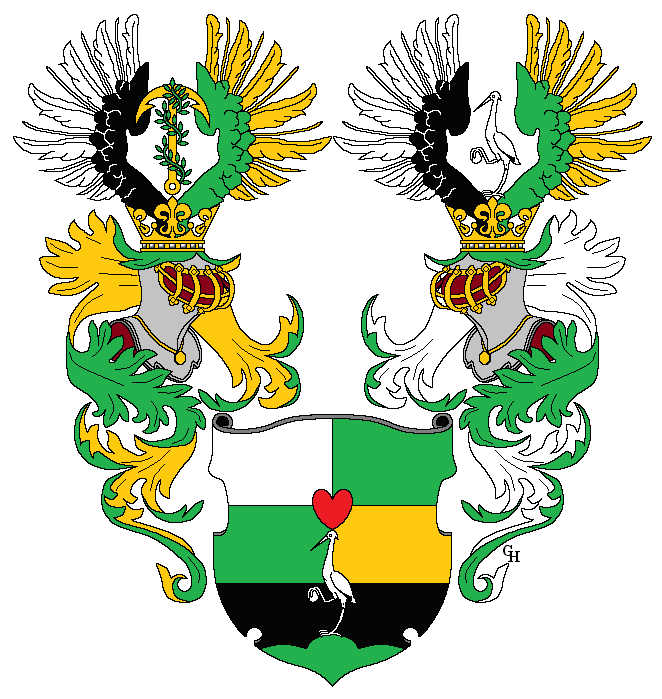
Huy hiệu gia đình Karajan, ban năm 1792

Gia đình Karajan có tổ tiên là người Macedonia từ Hy Lạp. Ông cố của Herbert, Georg Karajan (Geórgios Karajánnis, tiếng Hy Lạp: Γεώργιος Καραγιάννης), sinh tại Kozani, tỉnh Ottoman của Rumelia (nay thuộc Hy Lạp), chuyển đi đến Vienna năm 1767 và cuối cùng đến Chemnitz, Tuyển hầu xứ Sachsen. Có tài liệu cho rằng gia đình Karajan cũng có gốc Aromania.
Tên họ của ông, như nhiều tên khác từ thời kỳ Ottoman, mang tiếp đầu ngữ "kara", trong tiếng Thổ Nhĩ Kỳ nghĩa là "đen".
Georg Karajan và anh trai của ông có công lớn trong việc kiến tạo nên ngành công nghiệp vải ở Sachsen, do đó được vua Frederick Augustus III phong tước ngày 1 tháng 6, 1792. Từ đó, tên gia đình được gán thêm tên hậu tố "von" — trong tiếng Đức dùng để chỉ gia đình có chức tước. Cách dùng tên này biến mất sau khi tầng lớp quý tộc tại Áo bị xoá bỏ cuối Thế chiến I. Tên họ của gia đình sau đó chuyển từ Karajánnis sang Karajan. Mặc dù các nhà chép tiểu sử thường viết về mẹ của Herbert là người gốc Slovak, Serbia, hay đơn giản là người Slav, ông ngoại của Herbert sinh ra tại làng Mojstrana, Công quốc Carniola (ngày nay thuộc Slovenia), là người Slovenia. Qua dòng này, Herbert có huyết thống với nhạc sĩ người Áo gốc Slovenia là Hugo Wolf. Chính Herbert Karajan có thể cũng biết nói một chút tiếng Slovene.

### Đầu đời

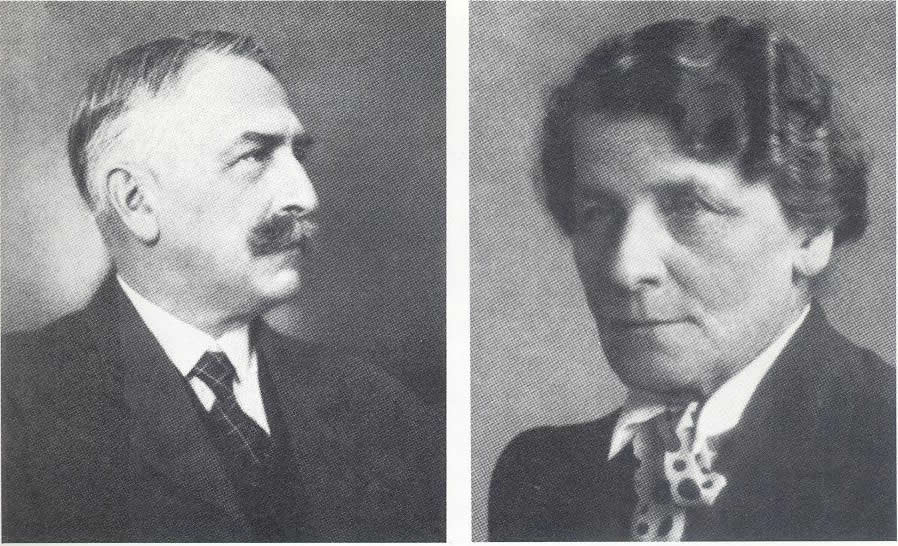
Cha mẹ đẻ của Herbert von Karajan, Ernst và Marta (nhũ danh Kosmač)

Heribert Ritter von Karajan được sinh ra tại Salzburg, Đế quốc Áo-Hung, là con trai thứ hai của cố vấn cao cấp Ernst von Karajan (1868-1951) và Marta (nhũ danh Martha Kosmač; 1881-1954) (cưới 1905). Ông đã bắt đầu chơi piano từ nhỏ và được cho là thần đồng. Từ 1916 đến 1926, Karajan học tại trường Mozarteum, Salzburg dưới sự chỉ dẫn của Franz Ledwinka (môn Piano), Franz Zauer (môn Hoà âm), và Bernhard Paumgartner (môn Sáng tạc và Nhạc thính phòng). Ông được khuyến khích bởi Paumgartner nên tập trung vào mảng chỉ huy dàn nhạc sau khi thấy được tài năng của ông. Năm 1926, Karajan tốt nghiệp Nhạc viện và tiếp tục con đường học vấn của mình tại Học viện Vienna, theo học môn piano với Josef Hofmann (không liên quan đến nhạc sĩ piano cùng tên là Josef Casimir Hofmann) và học chỉ huy dàn nhạc với Alexander Wunderer và Franz Schalk.

## Tài năng âm nhạc
Một trong những kỹ năng ấn tượng nhất của Karajan với tư cách là một nhạc trưởng đó là khả năng tinh lọc, trích xuất những âm thanh tinh tế nhất từ mọi dàn nhạc. Người chép tiểu sử của ông, Roger Vaughan, nhận thấy điều này trong khi nghe Karajan biểu diễn cùng Berlin Philharmonic năm 1986. Vào thời điểm đó, Berlin Philharmonic đã biểu diễn gần 30 năm dưới baton của Karajan. Vaughan nhận thấy rằng "thứ thu hút sự chú ý nhất đó chính là cái đẹp và sự hoàn mĩ của âm thanh. Đoạn pianissimo nhỏ nhất, mềm mại nhất nắm chặt sự chú ý của người nghe. Những đoạn crescendo chạm đến đỉnh cao đúng chính xác thời điểm trong bản nhạc. Các đoạn chuyển âm được làm một cách gọn ghẽ, không hề có chút góc cạnh nào."

## Câu nói nổi tiếng
Khi đánh giá về các nhà soạn nhạc trong lịch sử, Herbert von Karajan có nhận xét:
| “ | Beethoven, Brahms, Mahler, Chopin, Schubert,... là các nhà soạn nhạc, còn Mozart là cả nền âm nhạc. | ” |